# Limnothalassa Kalogrias, Dasos Strofylias Kai Elos Lamias, Araxos
Limnothalassa Kalogrias, Dasos Strofylias Kai Elos Lamias, Araxos este o arie protejată (arie specială de conservare — SAC, sit de importanță comunitară — SCI) din Grecia întinsă pe o suprafață de 5.773,71 ha, integral pe uscat.

## Localizare
Centrul sitului Limnothalassa Kalogrias, Dasos Strofylias Kai Elos Lamias, Araxos este situat la coordonatele 38°08′11″N 21°22′40″E / 38.136374°N 21.377698°E.

## Înființare
Situl Limnothalassa Kalogrias, Dasos Strofylias Kai Elos Lamias, Araxos a fost declarat sit de importanță comunitară în august 1996 pentru a proteja 8 specii de animale. Situl a fost protejat și ca arie specială de conservare în martie 2011.

## Biodiversitate
Situată în ecoregiunea mediteraneană, aria protejată conține 16 habitate naturale: Estuare, Terase mlăștinoase și terase nisipoase neacoperite de apă la reflux, Lagune de coastă, Vegetație anuală la limita mareei, Salicornia și alte specii anuale care populează regiunile mlăștinoase și nisipoase, Pășuni mediteraneene udate de apa mării (Juncetalia maritimi), Tufărișuri halofile mediteraneene și termo-atlantice (Sarcocornetea fruticosi), Dune mobile cu vegetație embrionară, Dune mobile de-a lungul țărmului cu Ammophila arenaria („dune albe”), Depresiuni intradunale umede, Dune împădurite cu Pinus pinea și/sau Pinus pinaster, Iazuri temporare mediteraneene, Galerii de Salix alba și de Populus alba, Galerii și tufărișuri riverane sudice (Nerio-Tamaricetea și Securinegion tinctoriae), Păduri de Quercus macrolepis, Păduri de pin mediteraneene cu pini mezogeni endemici.
La baza desemnării sitului se află mai multe specii protejate:
- mamifere (1): vidră de râu (Lutra lutra)
- pești (1): Aphanius fasciatus
- reptile (6): șarpele cu patru dungi (Elaphe quatuorlineata), țestoasa de baltă (Emys orbicularis), Mauremys rivulata, țestoasă bănățeană (Testudo hermanni), Testudo marginata, elaphe situla (Zamenis situla)

Pe lângă speciile protejate, pe teritoriul sitului au mai fost identificate 4 specii de amfibieni, 7 specii de mamifere, 1 specie de pești, 11 specii de reptile.